# アンナ・フォン・デア・プファルツ
アンナ・フォン・デア・プファルツ（Anna von der Pfalz, 1329年9月26日 - 1353年2月2日）は、ローマ皇帝兼ボヘミア王カール4世の2度目の后。チェコ語名はアンナ・ファルツカー（Anna Falcká）。父はライン宮中伯ルドルフ2世、母はケルンテン公オットー3世の娘アンナ。

## 生涯
1349年、ライン川畔のバカラックという町でカール4世と結婚した。この結婚にはヴィッテルスバッハ家と対立関係にあった教皇クレメンス6世が反対していたが、カールはそれを押し切って結婚し、そのために教皇が1352年に死去するまで教皇とカールとの関係は冷却したままであったという。同年にアーヘンでローマ王妃、ボヘミア王妃として戴冠した。翌1350年1月27日に息子ヴェンツェルを産んだが、ヴェンツェルは1351年12月30日に死去し、アンナも1353年2月2日に23歳で死去した。
同年5月27日、カール4世はシレジアのシフィドニツァ公ヘンリク2世の娘でヴェンツェルと婚約していたアンナと3度目の結婚をした。